# Fam
Fam  – amerykański serial telewizyjny (sitcom) wyprodukowany przez Kapital Entertainment, Trill Television oraz CBS Television Studios, którego twórcą jest Corinne Kingsbury. Serial jest emitowany od 10 stycznia 2019 roku przez CBS.
11 maja 2019 roku, stacja CBS ogłosiła anulowanie serialu po jednym sezonie.
Fabuła serialu opowiada o Clem, która zaręczyła się z Nickiem. Po czym wprowadza się do niej jej siostra, Shannon.

## Obsada

### Główna
- Nina Dobrev jako Clem[3]
- Tone Bell jako Nick[4]
- Odessa Adlon jako Shannon[5]
- Sheryl Lee Ralph jako Rose[6]
- Brian Stokes Mitchell jako Walt[6]
- Gary Cole jako Freddy

## Odcinki
| Sezon | Odcinki | Oryginalna emisja w CBS | Oryginalna emisja w CBS |
| Sezon | Odcinki | Premiera sezonu         | Finał sezonu            |
| ----- | ------- | ----------------------- | ----------------------- |
| 1     | 13      | 10 stycznia 2019        | 11 kwietnia 2019        |

### Sezon 1 (2019)
| #  | Tytuł                  | Reżyseria       | Scenariusz               | Premiera w CBS   |
| -- | ---------------------- | --------------- | ------------------------ | ---------------- |
| 1  | Pilot                  | Scott Ellis     | Corinne Kingsbury        | 10 stycznia 2019 |
| 2  | Freddy Returns         | Victor Gonzalez | Joe Port, Joe Wiseman    | 17 stycznia 2019 |
| 3  | Stealing Time          | Todd Holland    | Stephanie Furman Darrow  | 24 stycznia 2019 |
| 4  | It's Been A While      | Victor Gonzalez | Bill Martin, Mike Schiff | 24 stycznia 2019 |
| 5  | Jolene, Jolene         | Victor Gonzalez | Don D. Scott             | 31 stycznia 2019 |
| 6  | Pregnant Pause         | Todd Holland    | Charles Brottmiller      | 14 lutego 2019   |
| 7  | Drunk in Love          | Victor Gonzalez | Talia Bernstein          | 21 lutego 2019   |
| 8  | Jojo Returns           | Scott Ellis     | Joe Port, Joe Wiseman    | 28 lutego 2019   |
| 9  | Ocean View             | Todd Holland    | Guy Endore-Kaiser        | 7 marca 2019     |
| 10 | Dance Dance Resolution | Scott Ellis     | Bill Martin, Mike Schiff | 14 marca 2019    |
| 11 | Party Girl             | Victor Gonzalez | Darrin Bragg             | 14 marca 2019    |
| 12 | Say Mess To The Dress  | Scott Ellis     | Allison Gilbert          | 4 kwietnia 2019  |
| 13 | This is Fam            | Scott Ellis     | Corinne Kingsbury        | 11 kwietnia 2019 |

## Produkcja
Pod koniec stycznia 2018 roku stacja CBS zamówiła pilotowy odcinek komedii. W kolejnym miesiącu poinformowano, że Odessa Adlon otrzymała rolę jako Shannon, siostrę Clem. W marcu 2018 roku ogłoszono, że Nina Dobrev, Tone Bell, Sheryl Lee Ralph i Brian Stokes dołączyli do obsady komedii.
12 maja 2018 roku stacja CBS zamówiła serial na sezon telewizyjny 2018/2019.